# عزلة العرين (الجوف)
عزلة العرين هي إحدى عزل مديرية رجوزة في محافظة الجوف اليمنية ويبلغ تعداد سكانها 2641 نسمة حسب التعداد السكاني في اليمن لعام 2004.

## روابط خارجية
- الجهاز المركزي للإحصاء بالجمهورية اليمنية
- المركز الوطني للمعلومات باليمن نسخة محفوظة 10 أبريل 2015 على موقع واي باك مشين.
- World Gazetteer:Yemen
- الدليل الشامل